# Saulheim
Saulheim là một đô thị nằm ở bang Rheinland-Pfalz, Đức. Đô thị này có diện tích 18,94 km². Diện tích là 18,04 km² và dân số cuối năm 2006 là 7183 người. Đây là vùng trồng nho lớn thứ nhì ở Rheinhessen với diện tích trồng nho 6,8 km² còn diện tích còn lại trồng ngũ cốc và các loại cây khác.